# I Don’t Feel Hate
Az I Don’t Feel Hate (magyarul: Nem érzek gyűlöletet) Jendrik német énekes dala, mellyel Németországot képviseli a 2021-es Eurovíziós Dalfesztiválon Rotterdamban. A dalt belső kiválasztás során nyerte el a dalversenyen való indulás jogát.

## Eurovíziós Dalfesztivál
2021. február 6-án vált hivatalossá, hogy az német műsorsugárzó Jendriket választotta ki az ország képviseletére a következő Eurovíziós Dalfesztiválon. 2021. február 24-én vált hivatalossá a dal címe, míg a versenydalt a következő napon, február 25-én mutatták be a dalfesztivál hivatalos YouTube-csatornáján.
Mivel Németország tagja az automatikusan döntős „Öt Nagy“ országának, ezért a dal az Eurovíziós Dalfesztiválon először a május 22-én rendezett döntőben versenyez, de előtte az első elődöntő zsűris főpróbáján adták elő. Fellépési sorrendben tizenötödikként léptek fel, az Moldovát képviselő Natalia Gordienko Sugar című dala után és a Finnországot képviselő Blind Channel Dark Side című dala előtt. A szavazás során a zsűri szavazáson összesítésben huszonötödik helyen végeztek 3 ponttal, míg a nézői szavazáson az Egyesült Királysággal, Hollandiával és Spanyolországgal holtversenyben utolsó helyen végeztek 0 ponttal, így összesítésben 3 ponttal a verseny huszonötödik helyezettjei lettek.